# سوزوکی گرند ویتارا (۲۰۲۲)
سوزوکی گرند ویتارا و تویوتا کرویزر هایرایدر شهری، ('''Suzuki Grand Vitara''' و '''Toyota Urban Cruiser Hyryder''') خودروهای شاسی‌بلند کراس‌اوور ساب‌کامپکت (سگمنت بی) هستند که توسط سوزوکی توسعه یافته و توسط تویوتا در هند از سال ۲۰۲۲ تولید شده‌اند. کرویزر هایرایدر شهری در ژوئیهٔ ۲۰۲۲ در هند و پیش از گرند ویتارا ۲۰۲۲ عرضه شد. این خودرو با مجموعه‌ای از پیشرانه‌های بنزینی هیبریدی خفیف و قوی موجود است. گراند ویتارا جایگزین اس-کراس در هند شد و هایرایدر به‌طور غیرمستقیم جایگزین کرویزر شهری شد. در سال ۲۰۲۳ نیز مدلی با نشان تویوتا با نام تویوتا کرویزر شهری (Toyota Urban Cruiser) در آفریقای جنوبی و خاورمیانه عرضه شد.

## پیشرانه‌ها
| نوع                 | کد موتور        | Displ.                            | قدرت | گشتاور | خروجی سیستم ترکیبی                           | موتور الکتریکی | باتری                         | انتقال       | چیدمان | سال‌های تولید                      |
| ------------------- | --------------- | --------------------------------- | --- | --- | -------------------------------------------- | -------------- | ----------------------------- | ------------ | ------ | --------------------------------- |
| بنزینی              | K15B            | ۱٬۴۶۲ سانتی‌متر مکعب (۱٫۵ لیتر) I4 | ۷۷ کیلووات (۱۰۳ اسب بخار؛ ۱۰۵ اسب بخار متری) @ ۶۰۰۰ دور در دقیقه                                                                             | ۱۳۸ نیوتن متر (۱۴٫۱ کیلوگرم متر؛ ۱۰۲ پوند-فوت) @ ۴۴۰۰ دور در دقیقه                                                                                    | -                                            | -              | -                             |              | FWD    | ۲۰۲۳–اکنون (در هند موجود نیست)    |
| بنزینی هیبریدی خفیف | K15C            | ۱٬۴۶۲ سانتی‌متر مکعب (۱٫۵ لیتر) I4 | ۷۶ کیلووات (۱۰۲ اسب بخار؛ ۱۰۳ اسب بخار متری) @ ۶۰۰۰ دور در دقیقه                                                                             | ۱۳۷ نیوتن متر (۱۴٫۰ کیلوگرم متر؛ ۱۰۱ پوند-فوت) @ ۴۴۰۰ دور در دقیقه                                                                                    | -                                            | ISG            | ۱۲ ولت - ۶ آمپر ساعت یون‌لیتیم |              | FWD    | ۲۰۲۲–اکنون                        |
| بنزینی هیبریدی خفیف | K15C            | ۱٬۴۶۲ سانتی‌متر مکعب (۱٫۵ لیتر) I4 | ۷۶ کیلووات (۱۰۲ اسب بخار؛ ۱۰۳ اسب بخار متری) @ ۶۰۰۰ دور در دقیقه                                                                             | ۱۳۷ نیوتن متر (۱۴٫۰ کیلوگرم متر؛ ۱۰۱ پوند-فوت) @ ۴۴۰۰ دور در دقیقه                                                                                    | -                                            | ISG            | ۱۲ ولت - ۶ آمپر ساعت یون‌لیتیم | AWD          |        | ۲۰۲۲–اکنون                        |
| بنزین/ سی‌ان‌جی       | K15C            | ۱٬۴۶۲ سانتی‌متر مکعب (۱٫۵ لیتر) I4 | بنزین: ۷۴ کیلووات (۹۹ اسب بخار؛ ۱۰۱ اسب بخار متری) @ ۶۰۰۰ دور در دقیقه CNG: ۶۴٫۶ کیلووات (۸۷ اسب بخار؛ ۸۸ اسب بخار متری) @ ۵۵۰۰ دور در دقیقه | بنزین: ۱۳۶ نیوتن متر (۱۳٫۹ کیلوگرم متر؛ ۱۰۰ پوند-فوت) @ ۴۴۰۰ دور در دقیقه CNG: ۱۲۱٫۵ نیوتن متر (۱۲٫۳۹ کیلوگرم متر؛ ۸۹٫۶ پوند-فوت) @ ۴۴۰۰ دور در دقیقه | -                                            | -              | -                             | ۵ سرعته دستی | FWD    | ۲۰۲۳–اکنون (فقط در هند موجود است) |
| هیبریدی بنزینی      | تویوتا M15D-FXE | ۱٬۴۹۰ سانتی‌متر مکعب (۱٫۵ لیتر) I3 | موتور: ۶۸ کیلووات (۹۱ اسب بخار؛ ۹۲ اسب بخار متری) @ ۵۵۰۰ دور در دقیقه موتور: ۵۹ کیلووات (۷۹ اسب بخار؛ ۸۰ اسب بخار متری)                      | موتور: ۱۲۲ نیوتن متر (۱۲٫۴ کیلوگرم متر؛ ۹۰ پوند-فوت) @ ۴۴۰۰–۴۸۰۰ دور در دقیقه موتور: ۱۴۱ نیوتن متر (۱۴٫۴ کیلوگرم متر؛ ۱۰۴ پوند-فوت)                   | ۸۵ کیلووات (۱۱۴ اسب بخار؛ ۱۱۶ اسب بخار متری) | 1NM AC سنکرون  | ۱۷۷٫۶ لیتیوم یون V            | eCVT         | FWD    | ۲۰۲۲–اکنون (فقط در هند موجود است) |

## میزان فروش
| سال  | هندوستان | هندوستان |
| سال  | سوزوکی   | تویوتا   |
| ---- | -------- | -------- |
| ۲۰۲۲ | ۲۳٬۴۲۵   | ۱۱٬۸۶۴   |

## نگارخانه

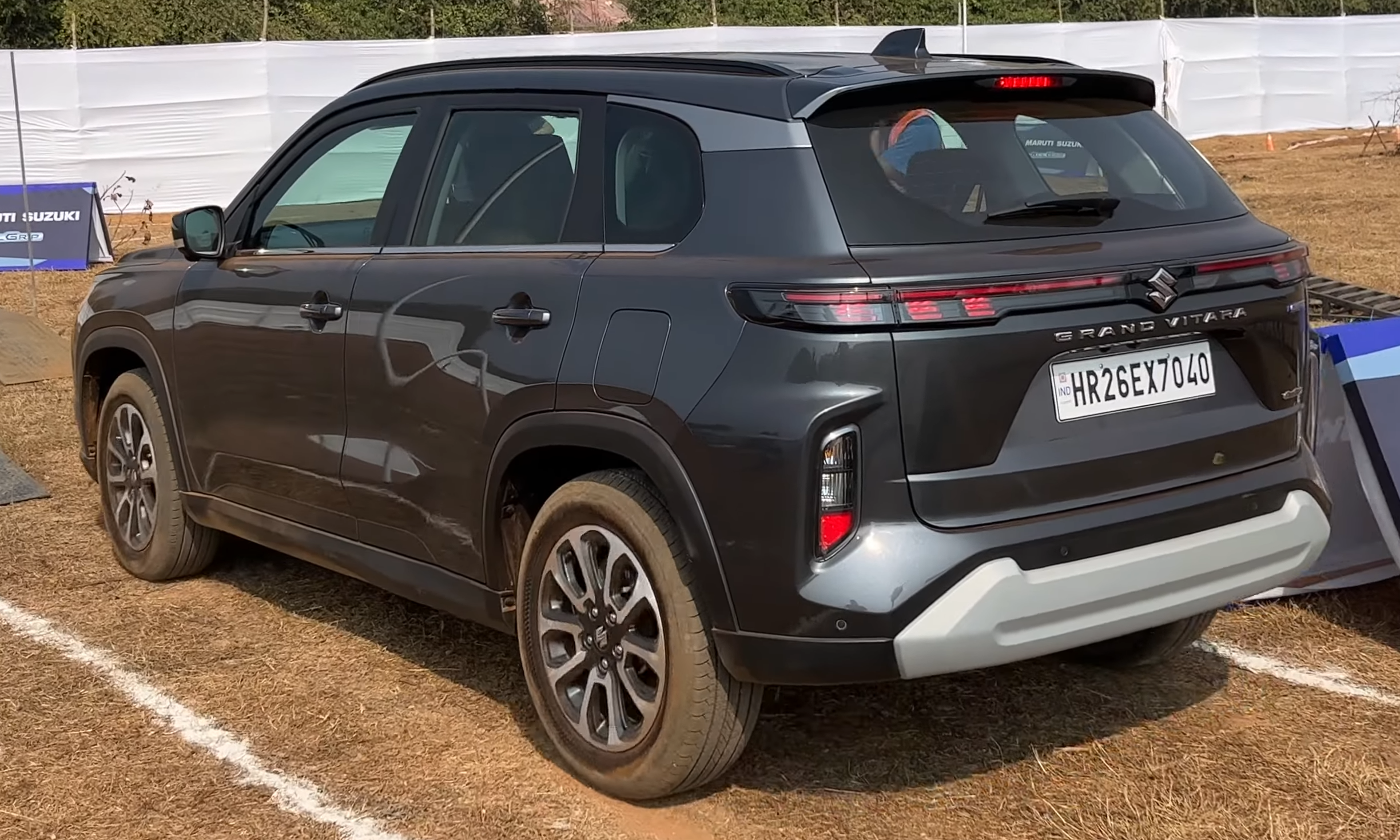
نمای پشت
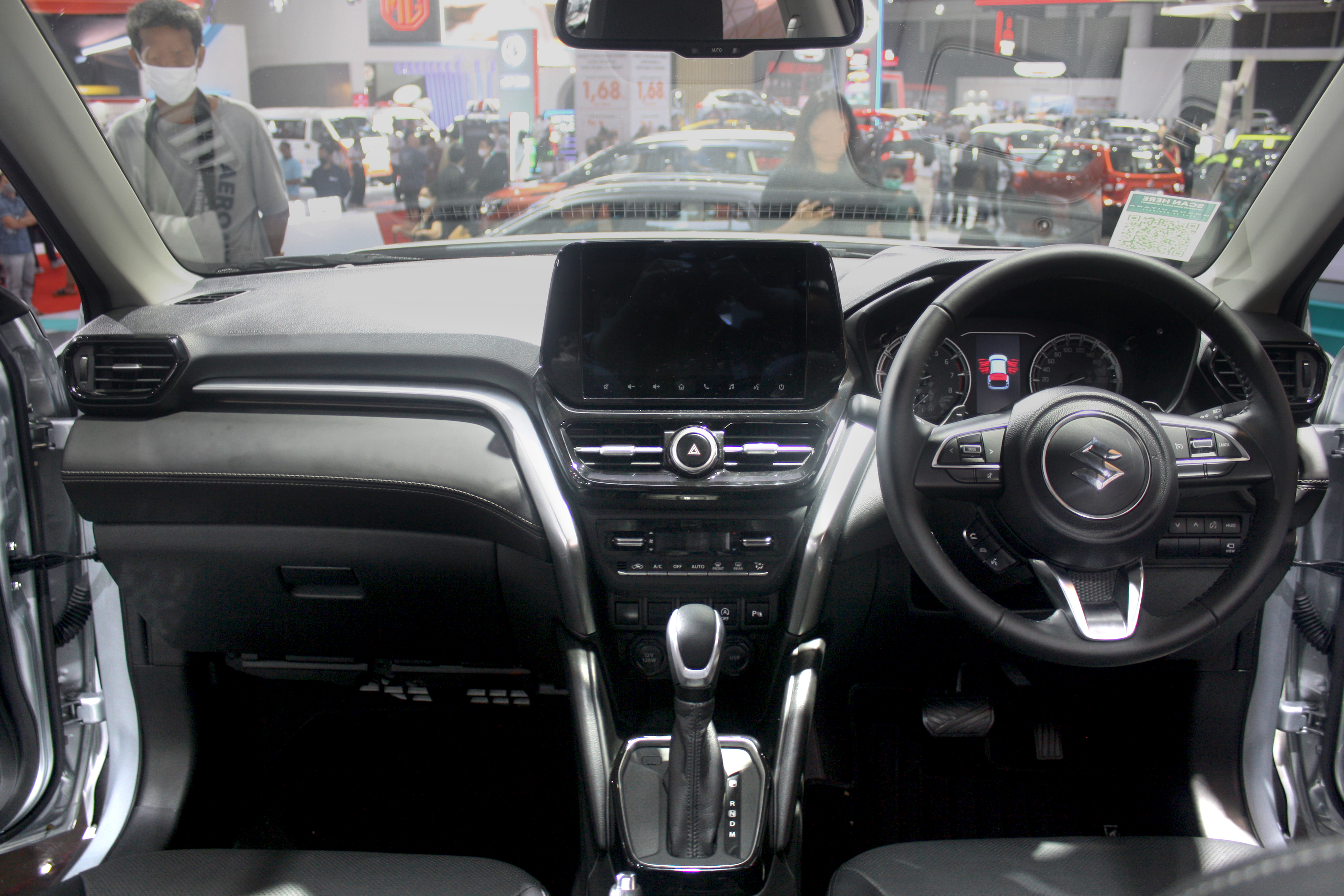
نمای درونی
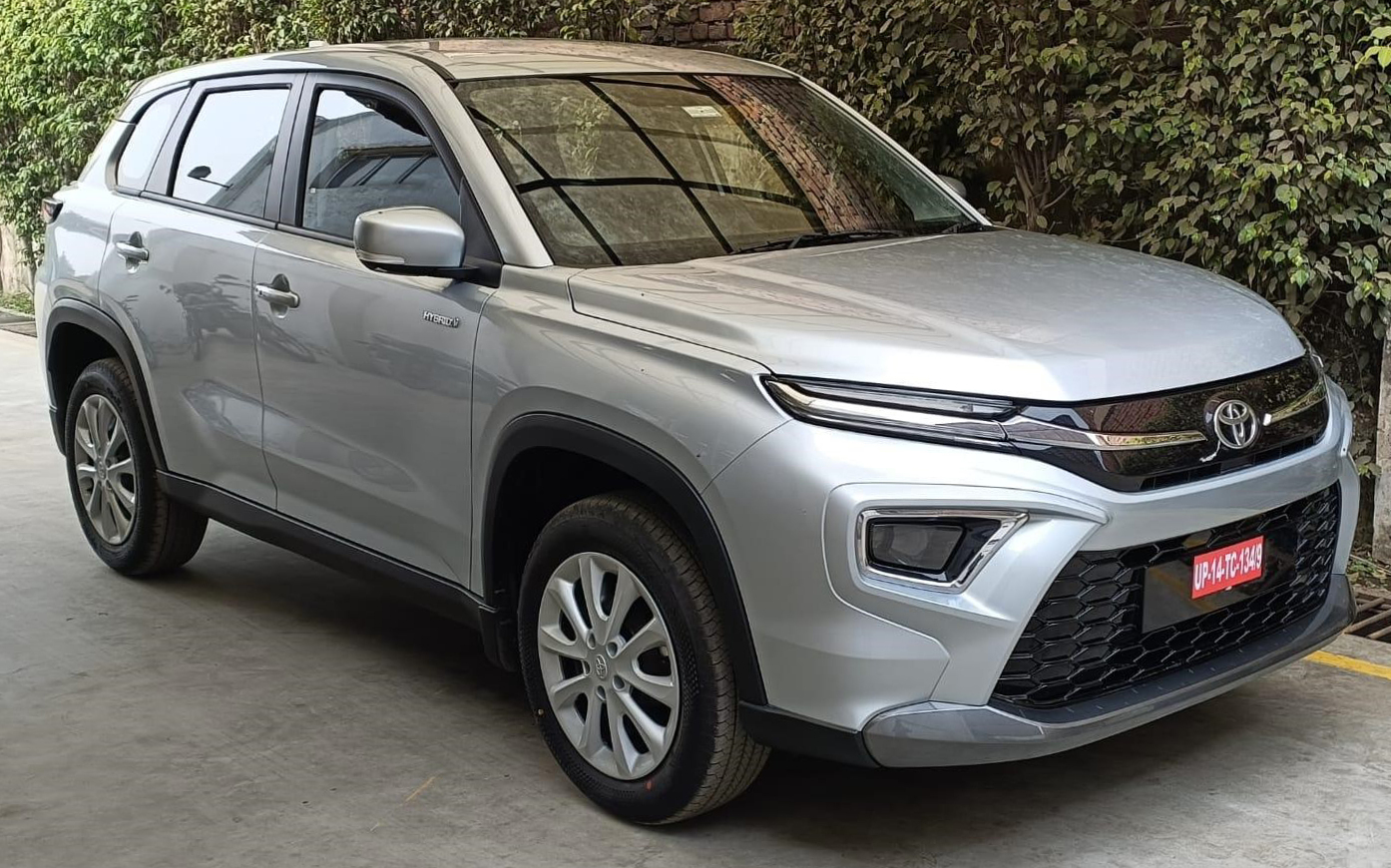
تویوتا هایرایدر شهری هیبریدی ۲۰۲۲ (هند)